# NGC 120
NGC 120 je galaksija u zviježđu Kit.

## Vanjske poveznice
- SEDS: NGC 0120